# شهرستان هیو
شهرستان هیو (به استونیایی: Hiiu maakond) یکی از شهرستان‌های کشور استونی است.
این شهرستان در سال ۲۰۱۱ میلادی ۱۰٬۰۰۰ نفر جمعیت داشته است و مرکز آن شهر کاردلا است.

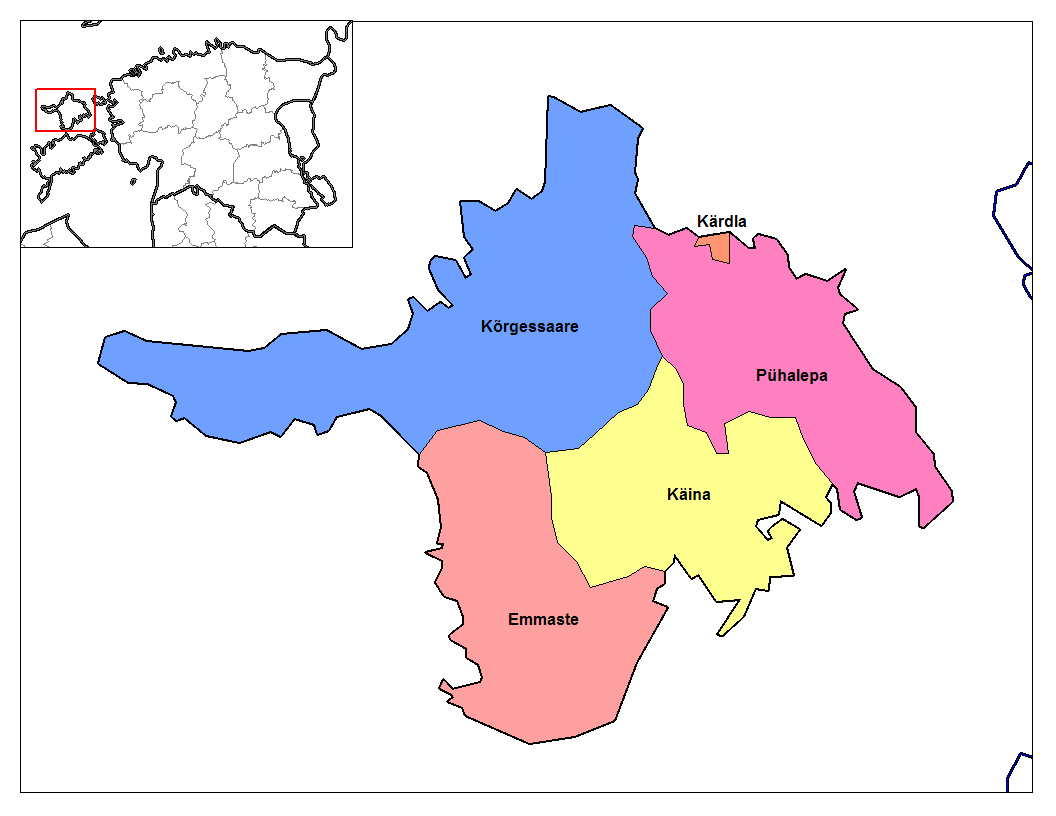
مناطق شهری

## نگارخانه

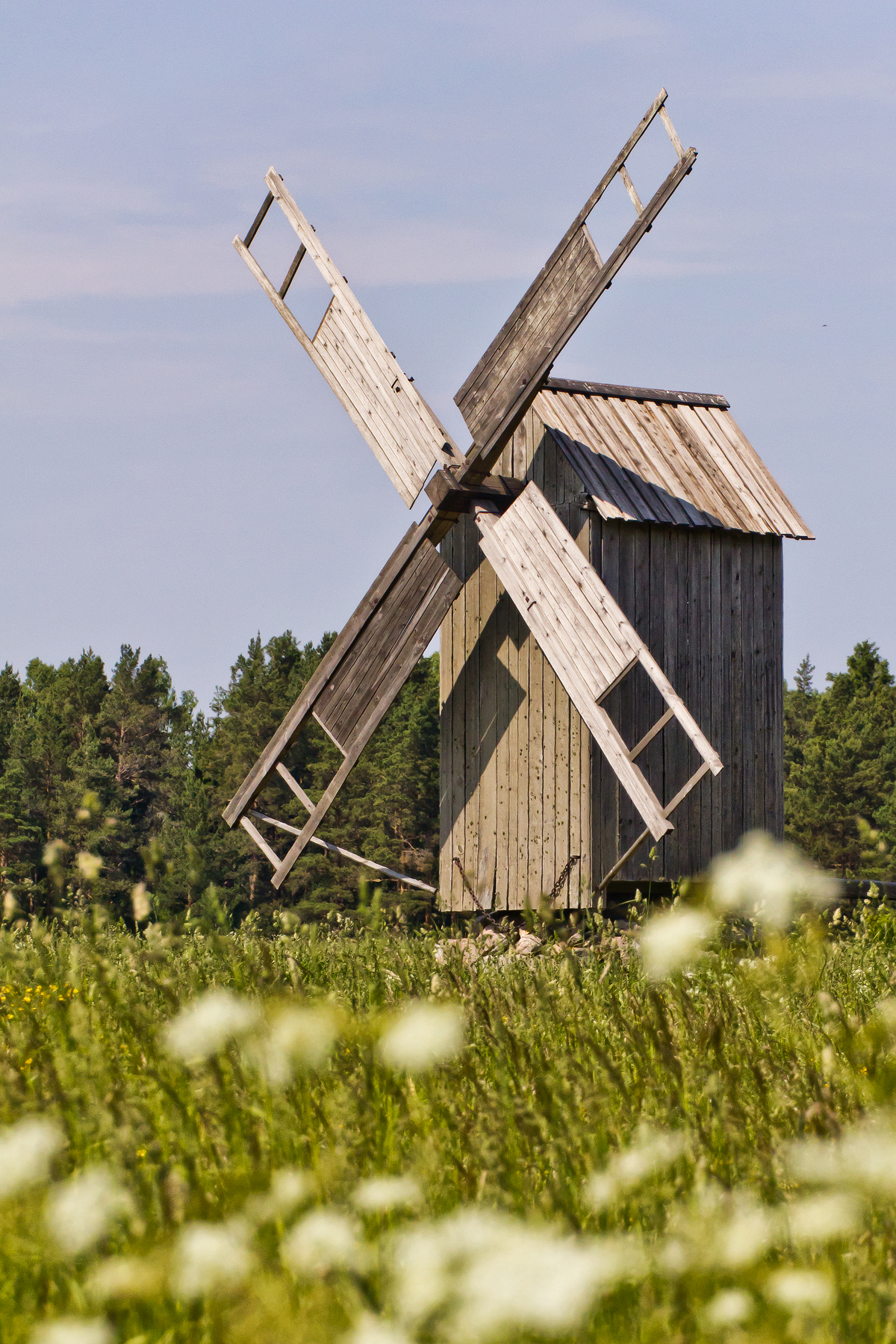
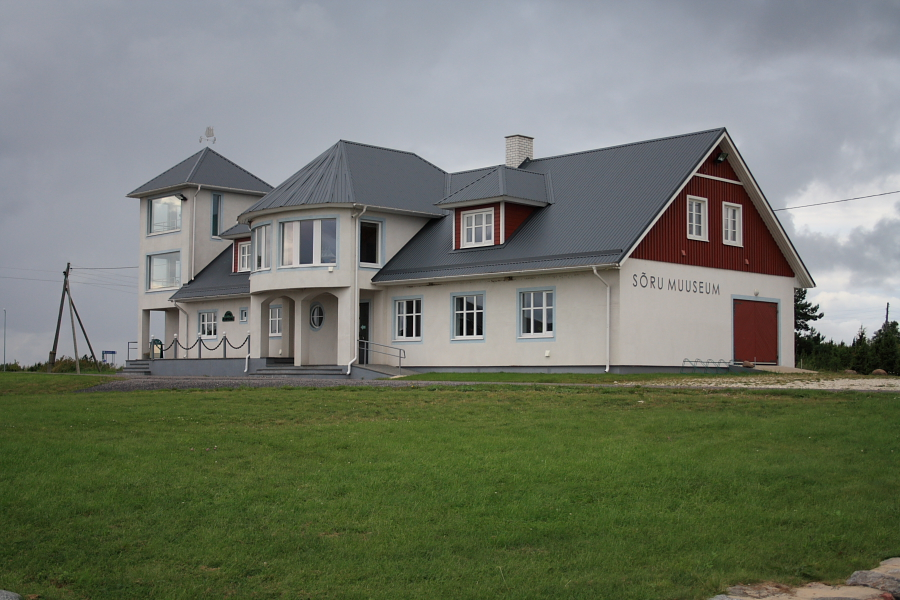
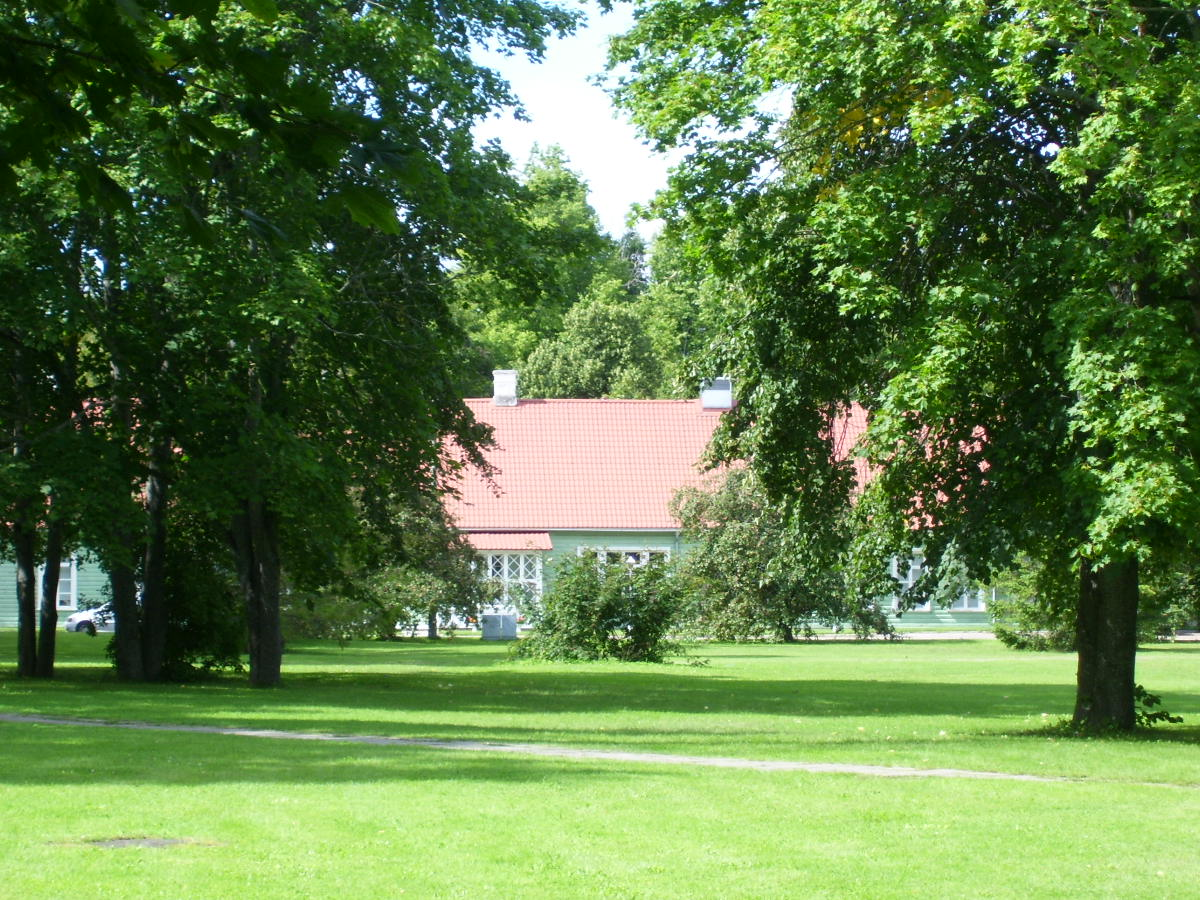
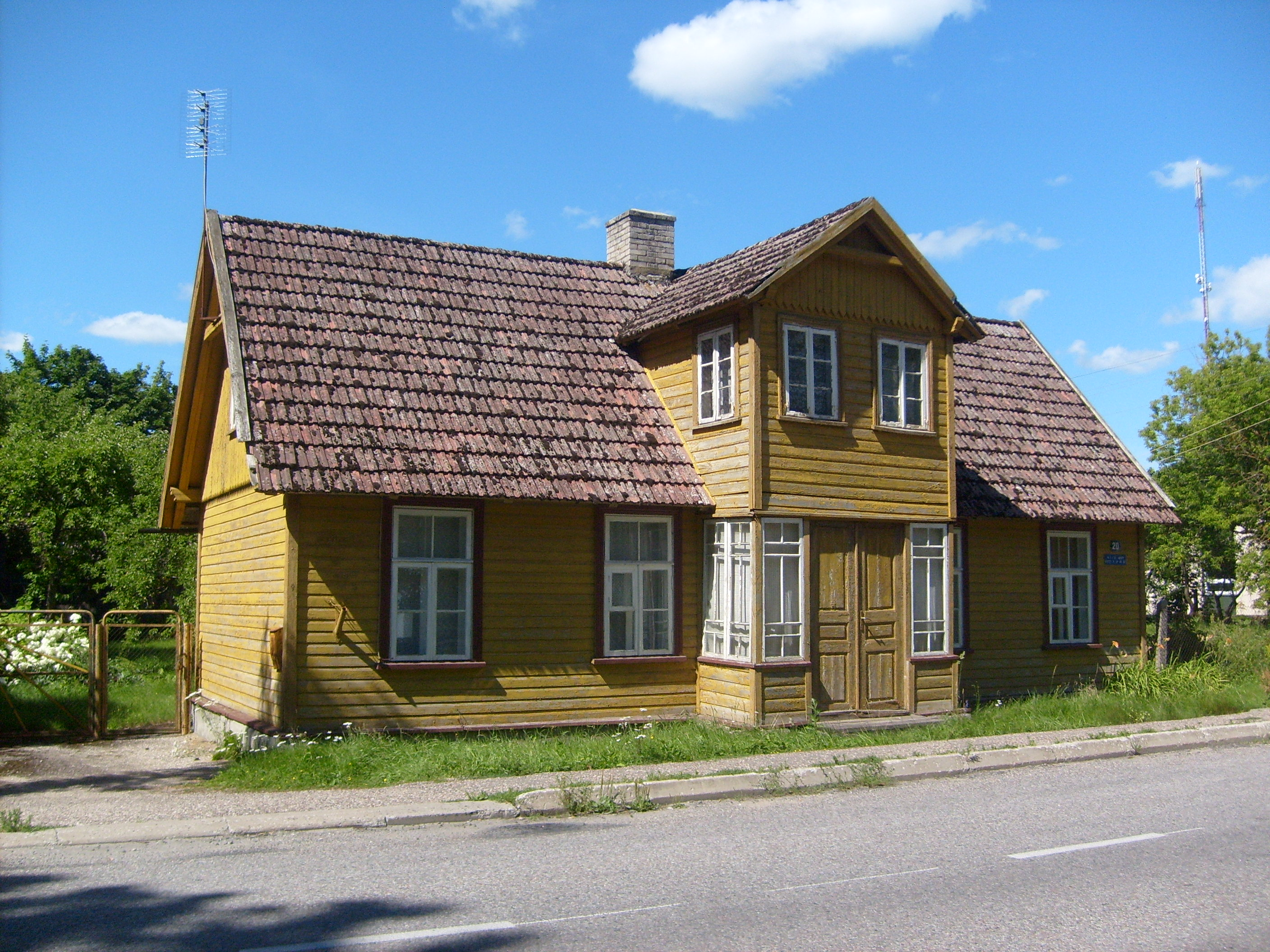
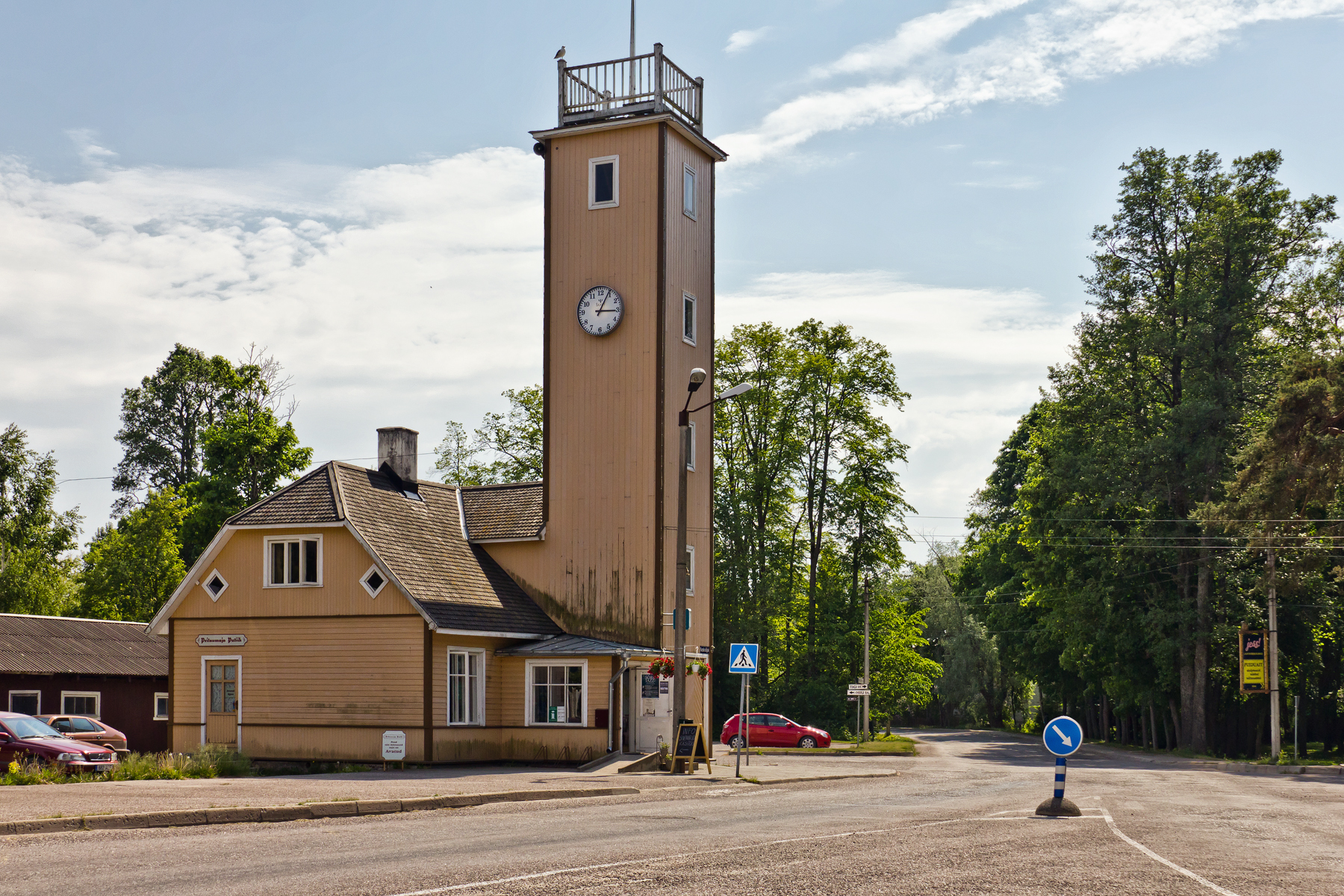
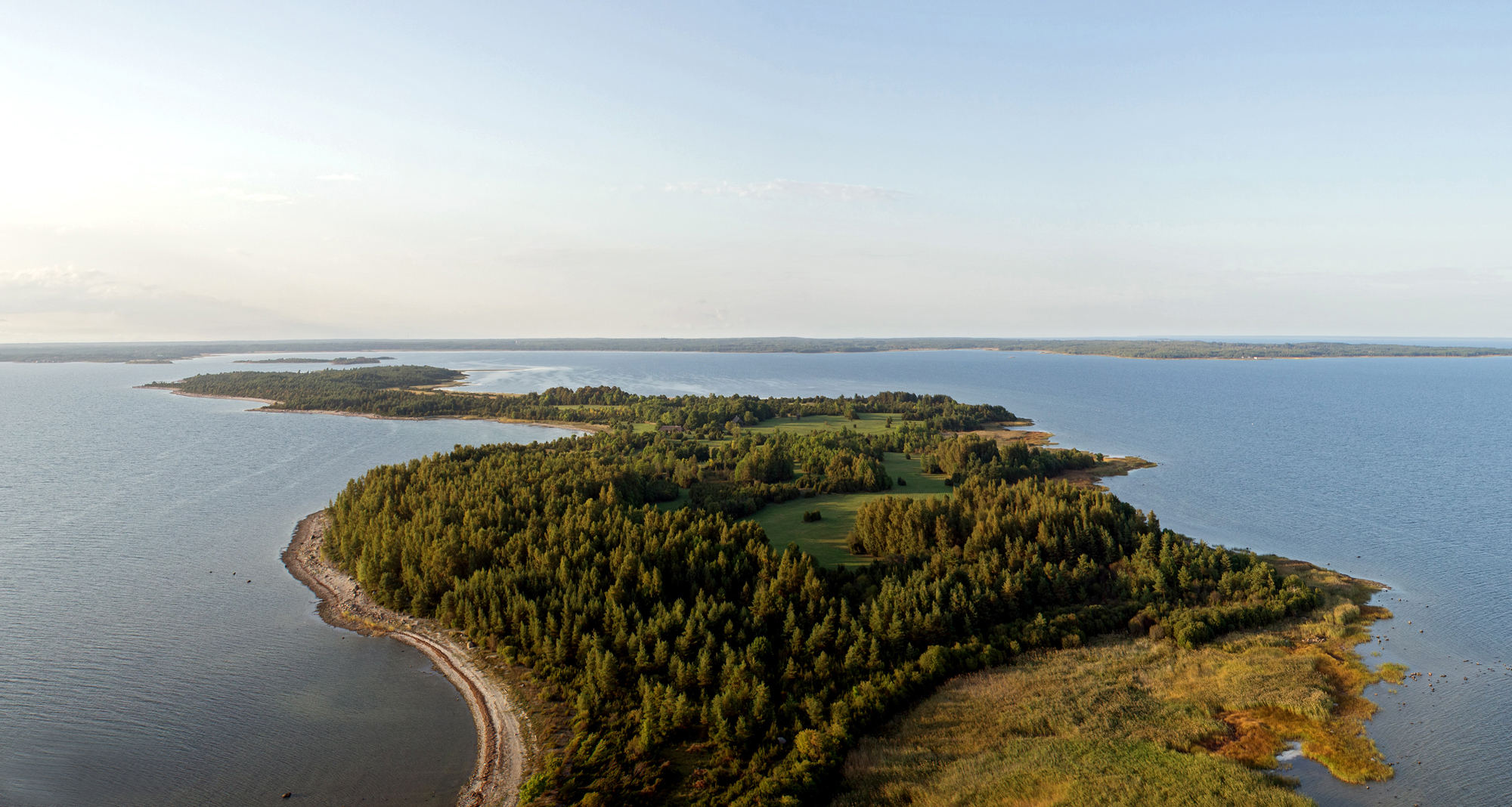
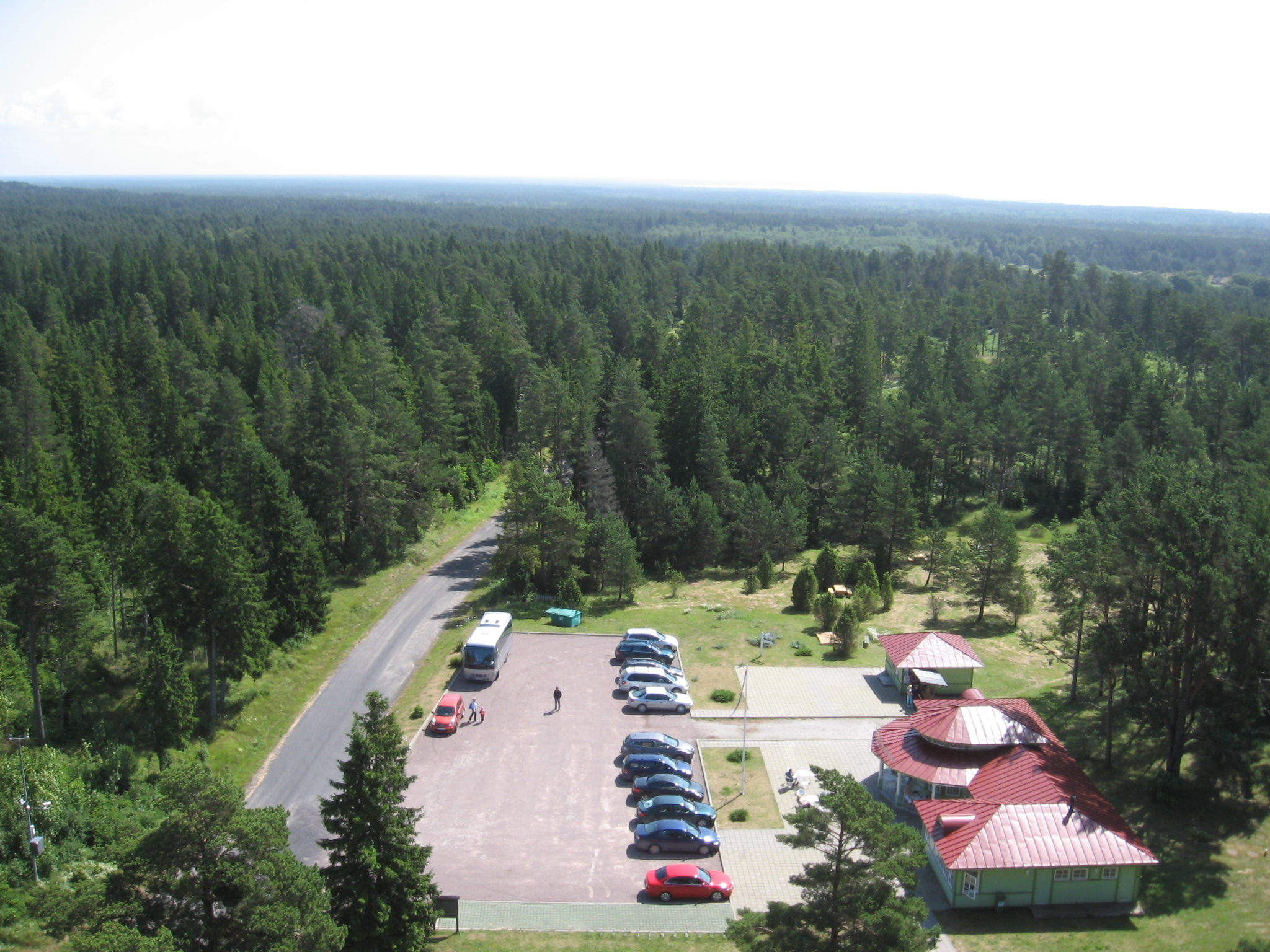